# Wonder Woman (nhạc phim)
Wonder Woman là tên album nhạc phim của bộ phim cùng tên. Các bản nhạc được sáng tác và biến soạn bởi Rupert Gregson-Williams. Album đã được phát hành vào ngày 2 tháng 6 năm 2017 bởi WaterTower Music.
Vào ngày 3 tháng 11 năm 2016, Rupert Gregson-Williams được thuê viết và sáng tác nhạc của bộ phim. Ông tham gia cùng Tom Howe, Paul Mounsey và Andrew Kawczynski cung cấp nhạc bổ sung. Nhạc phim được phát hành cùng ngày với bộ phim trên đĩa CD, kỹ thuật số và vinyl.
Ca sĩ người Úc Sia hát bài hát "To Be Human" với nhạc sĩ người Anh Labrinth cho bộ phim. Bài hát được viết bởi Florence Welch và Rick Nowels. Đĩa đơn của bài hát được phát hành vào ngày 25 tháng 5 năm 2017.

## Danh sách bản nhạc trong album
Tất cả nhạc phẩm được soạn bởi Rupert Gregson-Williams, trừ khi có ghi chú.
| STT              | Nhan đề                                       | Nghệ sĩ                  | Thời lượng |
| ---------------- | --------------------------------------------- | ------------------------ | ---------- |
| 1.               | "Amazons of Themyscira"                       |                          | 6:47       |
| 2.               | "History Lesson"                              |                          | 5:16       |
| 3.               | "Angel on the Wing"                           |                          | 3:45       |
| 4.               | "Ludendorff, Enough!"                         |                          | 7:37       |
| 5.               | "Pain, Loss & Love"                           |                          | 5:27       |
| 6.               | "No Man's Land"                               |                          | 8:52       |
| 7.               | "Fausta"                                      |                          | 3:20       |
| 8.               | "Wonder Woman's Wrath"                        |                          | 4:06       |
| 9.               | "The God of War"                              |                          | 8:02       |
| 10.              | "We Are All to Blame"                         |                          | 3:11       |
| 11.              | "Hell Hath No Fury"                           |                          | 3:58       |
| 12.              | "Lightning Strikes"                           |                          | 3:35       |
| 13.              | "Trafalgar Celebration"                       |                          | 4:50       |
| 14.              | "Action Reaction"                             |                          | 5:54       |
| 15.              | "To Be Human" (Florence Welch và Rick Nowels) | Sia kết hợp với Labrinth | 4:00       |
| Tổng thời lượng: | Tổng thời lượng:                              | Tổng thời lượng:         | 78:38      |

## Vị trí trên bảng xếp hạng
| Bảng xếp hạng (2017)                  | Vị trí cao nhất |
| ------------------------------------- | --------------- |
| Australian Albums (ARIA)              | 52              |
| New Zealand Heatseekers Albums (RMNZ) | 5               |
| Album Scotland (OCC)                  | 71              |